# عزیزبک تورگون‌بائف
عزیزبک تورگون‌بائف (ازبکی: Azizbek Turgʻunboev؛ زادهٔ ۱ اکتبر ۱۹۹۴) بازیکن فوتبال اهل ازبکستان است.
از باشگاه‌هایی که در آن بازی کرده‌است می‌توان به باشگاه فوتبال نوبهار نمنگان اشاره کرد.
وی همچنین در تیم‌های ملی فوتبال زیر ۲۳ سال و بزرگسالان ازبکستان بازی کرده‌است.